# Лейнц-Гацага
Лейнц-Гацага, Салінас-де-Леніс (баск. Leintz Gatzaga, ісп. Salinas de Léniz, офіційна назва Leintz-Gatzaga) — муніципалітет в Іспанії, у складі автономної спільноти Країна Басків, у провінції Гіпускоа. Населення — 266 осіб (2009).
Муніципалітет розташований на відстані близько 300 км на північ від Мадрида, 60 км на південний захід від Сан-Себастьяна.

## Демографія
Динаміка населення (INE ):

## Галерея зображень

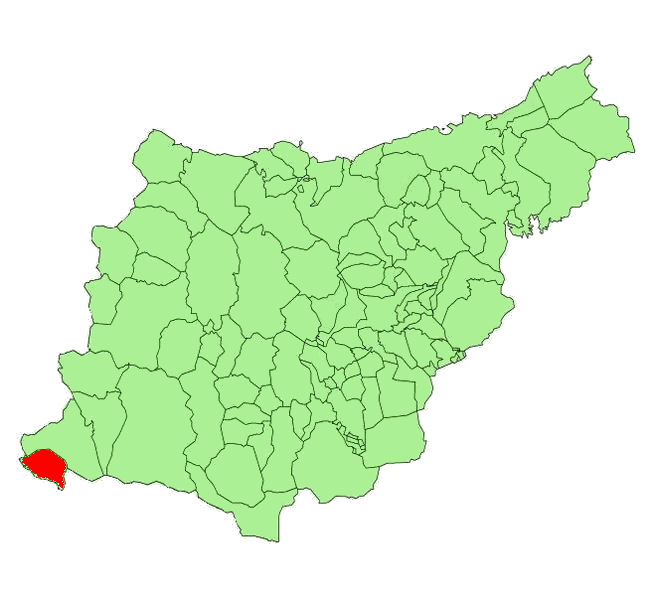
Розташування муніципалітету